# Etheostoma segrex
Etheostoma segrex är en fiskart som beskrevs av Norris och Minckley, 1997. Etheostoma segrex ingår i släktet Etheostoma och familjen abborrfiskar. Inga underarter finns listade i Catalogue of Life.